# Gleby pseudobielicowe

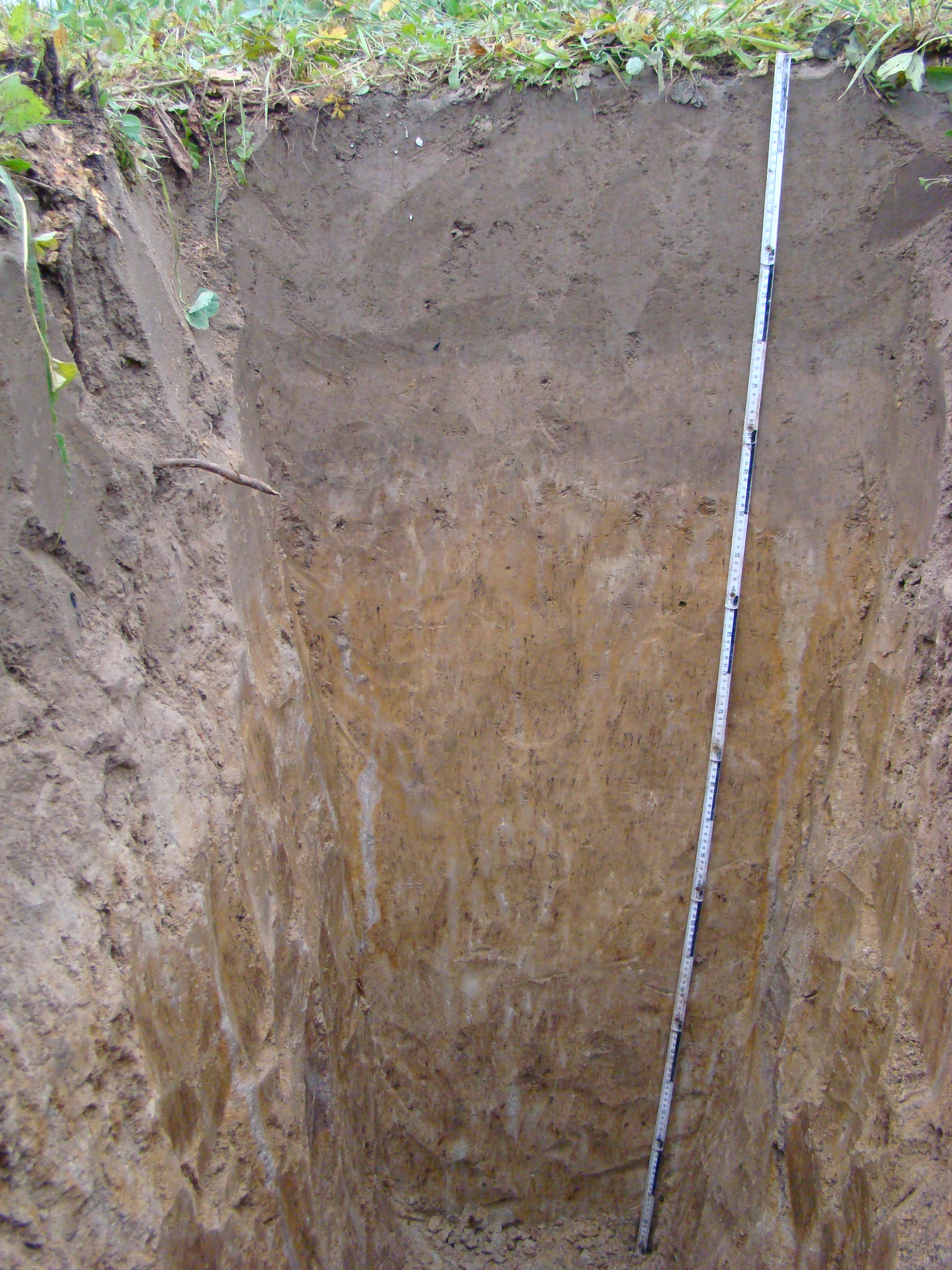
Gleby pseudobielicowe obejmowały gleby powstałe w procesie płowienia

Gleby pseudobielicowe – dawna nazwa gleb płowych i gleb opadowo-glejowych, w których układ poziomów glebowych jest podobny do układu gleb bielicowych. Pod poziomem próchnicznym leży w nich wybielony poziom wymycia, a pod nim ciemniejszy poziom wmycia, lecz powstały one w wyniku innych procesów, niż klasycznie rozumiany proces bielicowania.
W Polsce mniej więcej do końca lat 50. XX wieku wszystkie gleby posiadające widoczny jaśniejszy poziom wymycia i, leżący pod nim, ciemniejszy poziom wmycia nazywano glebami bielicowymi. Jeszcze w drugim wydaniu systematyki gleb Polski z 1959 roku wszystkie gleby o tak wyglądającym profilu, bez względu na utwór, z którego powstała dana gleba, ani na sposób w jaki powstał przejaśniony poziom, były łączone w typ gleb bielicowych.
Na początku lat 60., aby rozróżnić gleby piaskowe powstałe z pomocą klasycznego procesu bielicowania (rozpuszczenie przez kwasy próchniczne niektórych minerałów i przemieszczenie ich w głąb profilu) od gleb, w których poziom eluwialny powstał w inny sposób, polscy gleboznawcy wprowadzili pojęcie gleb pseudobielicowych. Przejaśniony poziom wymywania może mieć różną genezę, odczyn od zbliżonego do obojętnego do bardzo kwaśnego oraz jest mniej wybielony i zubożony w składniki pokarmowe od analogicznego poziomu w glebach bielicowych, a także przeważnie leży powyżej poziomu bardziej zasobnego we frakcję ilastą. Są to gleby usytuowane pomiędzy glebami bielicowymi, od których są bardziej urodzajne, a glebami brunatnymi.
Wobec niedostatecznego jeszcze poznania i opracowania procesów powodujących powstawanie przejaśnionych poziomów eluwianych ówcześni gleboznawcy przyjęli, że w typ gleb pseudobielicowych będą łączyć gleby o różnej genezie:
- gleby przemyte (lessivé), w których poziom eluwialny powstaje na skutek mechanicznego przemiesczenia minerałów ilastych, bez ich chemicznego rozkładu, w głąb profilu gleby, tworzącego przejaśniony poziom wymycia i leżący pod nim poziom wmycia
- gleby odgórnie oglejone (pseudoglejowe), w których przejaśniony poziom podpróchniczny powstaje głównie przez działający w górnej części profilu proces glejowy, spowodowany okresowym stagnowaniem wody opadowej na słabo przepuszczalnych poziomach lub warstwach, zazwyczaj są to gleby gdzie materiał o uziarnieniu lżejszym leży na materiale o cięższym uziarnieniu
- gleby bielicowe właściwe przekształcone antropogenicznie przez wapnowanie i uprawę mechaniczną, mają one mniej kwaśny odczyn oraz rozwinięty przez orkę poziom orno-próchniczny powstały częściowo z poziomu eluwialnego[4].

W ramach rolniczej klasyfikacji gruntów typ gleb bielicowych dzielił się na 2 podtypy: gleby bielicowe właściwe i gleby pseudobielicowe. Podczas gdy przy pracach klasyfikacyjnych dla wszystkich gleb bielicowych poziom wymycia oznaczano jako A2, a poziom wmycia – B, to przy pracach kartograficznych, gleby pseudobielicowe miały rangę typu i dla ich odróżnienia od bielicowych właściwych, stosowało się analogicznie A3 lub A3(g) oraz B1.
W trzecim wydaniu systematyki gleb Polski, opublikowanym w 1974 roku, już nie spotyka się nazwy gleb pseudobielicowych. Gleby wcześniej tak nazywane zostały wydzielone jako gleby płowe, gleby bielicowe właściwe, gleby opadowo-glejowe (pseudoglejowe) odgórnie glejowe właściwe lub odgórnie glejowe bielicowane.
Podczas gdy na początku gleby pseudobielicowe łączono przede wszystkim z opadowym oglejeniem (wywołanym przez zatrzymującą się wodę opadową) to w dzisiejszych czasach uważa się, że w większości przypadków odpowiadają im współcześnie nazwane gleby płowe. Pojęcie gleb pseudobielicowych jest aktualnie uważane za przestarzałe i nie powinno być wykorzystywane do nazywania gleb.